# Passage Home
Pour plus de détails, voir Fiche technique et Distribution.
Passage Home est un film britannique réalisé par Roy Ward Baker, sorti en 1955.

## Synopsis
Un cargo accueil à son bord une passagère mais le capitaine arriver a-t-il à maintenir l'ordre au sein de l’équipage et de lui-même tandis qu'un orage les surprends et que les passions se dévoilent ?

## Fiche technique
- Titre : Passage Home
- Réalisation : Roy Ward Baker
- Scénario : William Fairchild
- Photographie : Geoffrey Unsworth
- Montage : Sidney Hayers
- Musique : Clifton Parker
- Pays de production :  Royaume-Uni
- Format : Noir et blanc - 1,66:1 - Mono
- Genre : Film dramatique
- Durée : 102 minutes
- Date de sortie : 1955

## Distribution
- Anthony Steel : Commandant Vosper
- Peter Finch : Capitaine Lucky Ryland
- Diane Cilento : Ruth Elton
- Cyril Cusack : Bohannon
- Geoffrey Keen : Ike
- Hugh Griffith : Pettigrew
- Duncan Lamont : Llewellyn
- Gordon Jackson : Ted Burns
- Bryan Forbes : Shorty
- Michael Craig : Burton
- Robert Brown : Shane
- Martin Benson : Gutierres
- Patrick McGoohan : McIsaacs
- Glyn Houston : Charley
- George Woodbridge : Yorkie
- Michael Bryant : Stebbings